# 和記亞洲電訊
和記亞洲電訊有限公司，前稱和記電訊國際有限公司（簡稱和電國際，前上市代號：2332及HTX），是長江和記實業有限公司旗下的前上市企業，主要業務是提供流動電話及固網電訊服務，在泰國、斯里蘭卡、印尼及越南等地區經營。
和電國際在開曼群島註冊，於2004年10月在香港交易所及以美國存託股份（ADS）形式在紐約證券交易所上市。

## 年表
2009年5月8日，和電國際以介紹形式分拆和記電訊香港控股（港交所：215）上市，和電國際的香港及澳門業務轉移至該公司。
2010年1月，和記黃埔提出以每股2.2港元私有化和電國際。和電國際於2010年5月25日及紐約時間2010年6月4日分別自港交所和紐約證券交易所除牌。和電國際於同年10月11日易名為和記亞洲電訊。
2012年6月5日，和記亞洲電訊旗下子公司Persall Pte Ltd，與李嘉誠基金會旗下的Kelburgh Pte Ltd，已簽訂有條件協議，分別向Suny Electronics Ltd購入Partner大股東Scailex Corp50%及25%股權，涉資1.25億美元，負債7.6億美元（59億港元）連同債務總代價為69億港元，由於Scailex現持有Partner44.5%控股權。Scailex將以1億美元，把在當地進口及銷售三星流動電話業務，售予Suny，讓Scailex因此獲1億美元現金，以進一步減債。
2012年9月4日，和記黃埔以8710萬美元（約6.77億港元）代價，出售印度客務中心─和記環球服務予當地上市公司Tech Mahindra。該業務主要為和黃在英國、澳洲及愛爾蘭電訊業務提供客戶服務，和黃又與買家簽訂協議，買家繼續成為和黃個別業務獨家服務供應商，並承諾在未來5年，使用相等於出售價10倍，約65.7億港元的服務合約。

## 現有經營地區、業務及品牌

### 印尼流動電話業務
於2014年年底，印尼之活躍客戶總人數較去年增加35%至約4,310萬名

### 越南流動電話業務
於2014年年底，越南之活躍客戶總人數較去年減少5%至約940萬名

### 斯里蘭卡流動電話業務
於2014年年底，斯里蘭卡之活躍客戶總人數較去年增加25%至約200萬名

## 過往經營地區、業務及品牌

### 以色列流動電話及固網業務
和電國際持有約51.46%股權的附屬公司Partner Communications Company Ltd於1997年成立，並於1999年1月以「Orange」為品牌推出GSM流動電訊服務，於2004年12月推出3G流動視像通訊與互聯網服務，於2006年3月推出HSDPA (3.5G)流動寬頻服務，下載速度達 7.2 Mbps 。
2007年年月，Partner Communications 的全資公司獲以色列電訊局頒發為期二十年的當地固網通訊服務牌照，並於2008年9月開始試行推出固網和互聯網供應商服務。
Partner Communications 在特拉維夫證券交易所（股份代號：PTNR）和美國納斯達克交易所（NASDAQ:PTNR）上市，並獲列入納斯達克全球經精選市場級別。
2009年8月，和電國際出售 Partner Communications 的百分之五十一股權予Scailex，總作價約為一百零七億港元。

### 巴拉圭業務
2000年，和記電訊進軍巴拉圭，并於2005年把巴拉圭業務出售。

### 印度業務
1992年和記電訊與Max合资進軍印度電訊市場，并於1995年11月推出「Hutchison Max」。2005年，Hutchison Essar Telecom Limited、Hutchison Telecom East Limited、Fascel Limited、Hutchison Essar South Limited 與 Aircel Digilink India Limited 已把全數股份轉讓予 Hutchison Max Telecom Private Limited，并易名為 Hutchison Essar Limited ，該公司因而成為印度最大的流動電訊經營商之一，履蓋十三個牌照地區。2006年1月，Hutchison Essar收購 BPL Mobile Cellular Limited (「BPL Cellular」)，其经营版图增加馬哈拉施特拉邦 (Maharashtra) ，泰米爾納德邦 (Tamil Nadu) 與喀拉拉邦 (Kerala)三個牌照區，至共十六個牌照區。同年10月，Hutchison Essar收購 Essar Group 的 Essar Spacetel Limited，经营版覆蓋全印度當中，包括所有都會及A區牌照區。
2007年，和電國際出售 Hutchison Essar Limited 的百分之六十七直接及間接股權及貸款權益予Vodafone Group Plc ，總作價約為一百一十一億美元或八百七十億港元。

### 越南CDMA流動電話業務
和電國際旗下全資擁有附屬公司Hutchison Telecommunications (Vietnam) S.a r.l.（「越南和記電訊」），與Hanoi Telecom Joint Stock Company合作建立使用CDMA 2000-1X 技術的流動電話網絡，并於2007年1月推出「HT Mobile」。但由於手機生產商陸續縮減為越南市場研發可顯示越南語的CDMA手機，市場欠缺并且價格相宜的CDMA手機令不少消費者對HT Mobile的服務卻步，越南和記電訊於2008年3月獲當地政府批准將旗下CDMA技術轉換為GSM後，將原有客戶遷移至第三方網絡。

### 泰國流動電話業務
和電國際旗下公司和黃無線多媒體服務（HWMH）在泰國與CAT Telecom合作提供使用CDMA技術的電訊服務。2010年12月，和電國際以435萬泰銖（約 112萬港元）造價，出售和黃無線多媒體服務92.5%股權予泰國電信集團True Corp PCL，撤出泰國電訊市場。

### 加納業務
1998年，和記電訊投資於加納的Kasapa Telecom Limited。2008年，和電國際出售加納業務。

### 香港
天地綫（CT2）

## 裁員及外判事件

### 裁員
- 2005年1月即時裁減香港負責流動電話業務的 750名員工，佔全體員工約 3900人中的兩成，其中 270人是直接遣散，其餘約 480人則過檔至和電的外判伙伴公司NEC及HP。

### 外判
- 2005年8月和記電訊國際有限公司宣佈將約主要負責固網業務的300名O&M員工轉職到Alcatel。
- 2005年12月和電國際旗下和記電訊香港亦與愛立信訂立外判協議，約負責IT的115名員工受影響而要轉職至愛立信。
- 2010年4月和電國際旗下和記電訊香港亦與愛立信訂立外判協議，愛立信亦與HP訂立外判協議。根據合約內容，將約有一千名資訊科技專業人員由愛立信轉投HP旗下，而HP將接管愛立信的資訊科技基建設施，愛立信仍維持擁有其網絡的控制權。鑒於上述措施仍須待有關當局核准，故預計正式生效日期將為本年七月。

## 參看
- 3 (電訊)
- 增值稅